# Talloires-Montmin
Talloires-Montmin è un comune francese del dipartimento dell'Alta Savoia della regione dell'Alvernia-Rodano-Alpi.
È stato creato il 1º gennaio 2016 dalla fusione dei preesistenti comuni di Talloires e Montmin.
Il capoluogo è la località di Talloires.